# Rishi Sunak
Rishi Sunak (Southampton, 1980. május 12. –) brit politikus, a Konzervatív Párt vezetője, 2022-től 2024-ig az Egyesült Királyság miniszterelnöke.
2015 óta a Képviselőház tagja, 2019–2020-ban Őfelsége Kincstára (az Egyesült Királyság pénzügyminisztériuma) főtitkára, 2020 és 2022 között pedig kincstári kancellárként annak vezetője, Boris Johnson kormányának harmadik legmagasabb rangú tagjaként. Miután Liz Truss miniszterelnök 2022 októberi lemondását követően csak Sunak gyűjtötte össze több mint 100 konzervatív parlamenti képviselő támogatását, 2022. október 24-én egyedüli jelölt maradt, tehát bizonyossá vált, hogy ő lesz Liz Truss utódja a miniszterelnöki székben. Sunak az ország történetének első színesbőrű és hindu vallású miniszterelnöke. 2024. július 5-én mondott le, miután az általa vezetett párt vereséget szenvedett a parlamenti választáson.

## Élete
Kelet-Afrikából migrált, brit állampolgársággal rendelkező pandzsábi származású szülők gyermeke.
2021 végén a Politico Europe Európa legbefolyásosabb embereinek éves rangsorában a „cselekvők” kategória 5. helyére tette. Pénzügyminiszterként a Covid19-pandémia alatt – konzervatív politikához mérten szokatlan módon – jelentős állami költések és ehhez kapcsolódóan adóemelések fűződnek a nevéhez. Népszerűségének köszönhetően Boris Johnson lehetséges utódaként is számoltak vele a miniszterelnöki székben, ami ugyanakkor konfliktushelyzetet is teremtett felettesével.
2022 júliusának elején benyújtotta lemondását Boris Johnson kormányfőnek, Sajid Javid egészségügyi miniszterrel egyidejűleg Boris Johnson ezt követően néhány napon belül lemondott. 2022. július 8-án este Sunak bejelentette, hogy Boris Johnson utódja szeretne lenni a Konzervatív Párt elnökeként és miniszterelnökként. Ezt követően Liz Truss lett a miniszterelnök. Truss októberi lemondása után Rishi Sunak vált esélyessé a miniszterelnöki tisztség betöltésére, miután Boris Johnson volt miniszterelnök visszalépett az utódlási versenyből.